# Sydney Pollack
Pour les articles homonymes, voir Pollack.
Sydney Pollack [ˈsɪdni ˈpɑlək] est un acteur, réalisateur et producteur américain, né le 1er juillet 1934 à Lafayette (Indiana) et mort le 26 mai 2008 à Los Angeles (Californie).
Il a notamment réalisé Tootsie en 1982, Out of Africa en 1985 et La Firme (The Firm) en 1993. Il a également produit Le Talentueux Mr Ripley (The Talented Mr Ripley) d'Anthony Minghella en 1999.

## Biographie
Sydney Pollack naît en 1934, dans l'Indiana, au sein d'une famille d'immigrés juifs russes.
Il est initié au théâtre par un professeur de son lycée, qui fait naître sa vocation d'acteur. Ainsi, à l'obtention de son diplôme de fin d'études en 1952, il part étudier l'art dramatique à New York. Il intègre la Neighborhood Playhouse où il suit les cours de Sanford Meisner, dont il dira plus tard qu'il aura eu une grande influence sur son travail durant toute sa carrière. À partir de sa deuxième année dans cette école, il devient l'assistant de Meisner et exerce comme enseignant.
En tant qu'acteur, il joue d'abord au théâtre : en 1954, il s'illustre notamment dans Stalag 17 (pièce qui fut adaptée au cinéma par Billy Wilder), à Broadway puis en tournée. Puis, à partir de 1955, il apparaît dans plusieurs séries télévisées, comme Playhouse 90, et rencontre notamment Robert Redford et David Rayfiel, son futur scénariste. En 1957, il doit interrompre sa carrière pour accomplir son service militaire, et regagne la Neighborhood Playhouse l'année suivante. Entre-temps, il aura épousé Claire Griswold Bradley, ancienne élève de l'école.
En 1959, le réalisateur John Frankenheimer le choisit comme répétiteur pour son téléfilm The Turn of the Screw, puis pour son film Le Temps du châtiment en 1960. Sur ce tournage, à Hollywood, Pollack est également stagiaire à la mise en scène, ce qui lui permettra quelques mois plus tard de faire ses premiers pas en tant que réalisateur pour quelques épisodes d'une série télévisée, Shotgun Slade. Il continue également sa carrière d'acteur : il apparaît notamment dans des épisodes d'Alfred Hitchcock présente, ou encore de La Quatrième Dimension ainsi que dans le film La guerre est aussi une chasse, où il crée des liens d'amitié avec Robert Redford, qui fait également partie du casting.
En 1965, il obtient un Emmy Award pour sa réalisation du téléfilm The Game, et la même année, il réalise son premier film pour le cinéma Trente minutes de sursis, avec Sidney Poitier et Anne Bancroft. L'année suivante, les producteurs de Propriété Interdite lui confient la réalisation de ce film, après l'abandon de John Huston. Il y dirigera son ami Robert Redford ainsi que Natalie Wood.
Les années 1970 sont fécondes. En 1970, il est nommé à l'Oscar du meilleur réalisateur pour On achève bien les chevaux (1969), en 1972 son western Jeremiah Johnson est présenté à la sélection officielle du festival de Cannes et, en 1975, il tourne Les Trois Jours du condor avec Robert Redford et Faye Dunaway.
Il aborde ensuite plusieurs genres cinématographiques, la comédie (Tootsie, 1982) ou la fresque romanesque (Out of Africa en 1985, pour lequel il remporte sept Oscars).
Les années 1990 marquent surtout un retour à sa formation initiale d'acteur. On le voit par exemple dans Maris et Femmes de Woody Allen et dans Eyes Wide Shut de Stanley Kubrick.
À travers sa société de production Mirage (fondée en 1985), il finance de nombreux films, dont Raison et sentiments d'Ang Lee.
Il aurait assisté Arnon Milchan dans une opération organisée par les services secrets Israéliens.

## Famille et décès
Sydney Pollack a été marié à Claire Griswold Bradley à partir de 1958 jusqu'à sa mort. Ils eurent trois enfants : Steven, Rachel, et Rebecca Pollack.
En 1993, Steven meurt à 34 ans dans le crash d'un petit avion monomoteur qui a accroché une ligne électrique et a pris feu.
Les premiers problèmes de santé importants de Sydney Pollack sont apparus en 2007. Il est mort le 26 mai 2008  des suites d'un cancer de l'estomac, à son domicile de Pacific Palisades, entouré de sa famille. Son corps a été incinéré et ses cendres ont été dispersées le long de la piste de l'aéroport de Van Nuys à Los Angeles.
Sa femme est morte le 28 mars 2011 à 74 ans, en raison de la maladie de Parkinson[réf. souhaitée].
Le frère de Sydney, Bernie Pollack, est un créateur de costumes, producteur et acteur.

## Filmographie
Sauf indication contraire, les informations mentionnées dans cette section peuvent être confirmées par la base de données cinématographiques IMDb,  présente dans la section « Liens externes ».

### Réalisateur

#### Longs métrages
- 1965 : Trente minutes de sursis (The Slender Thread)
- 1966 : Propriété interdite (This Property Is Condemned)
- 1968 : Les Chasseurs de scalps (The Scalphunters)
- 1968 : Le Plongeon (The Swimmer) de Frank Perry (Sydney Pollack a terminé le tournage après le départ de Frank Perry)
- 1969 : Un château en enfer (Castle Keep)
- 1969 : On achève bien les chevaux (They Shoot Horses, Don't They?)
- 1972 : Jeremiah Johnson
- 1973 : Nos plus belles années (The Way We Were)
- 1974 : Yakuza (The Yakuza)
- 1975 : Les Trois Jours du Condor (Three Days of the Condor)
- 1977 : Bobby Deerfield
- 1979 : Le Cavalier électrique (The Electric Horseman)
- 1981 : Absence de malice (Absence of Malice)
- 1982 : Tootsie
- 1985 : Out of Africa : Souvenirs d'Afrique (Out of Africa)
- 1990 : Havana
- 1993 : La Firme (The Firm)
- 1995 : Sabrina
- 1999 : L'Ombre d'un soupçon (Random Hearts)
- 2005 : L'Interprète (The Interpreter)
- 2005 : Esquisses de Frank Gehry (Sketches of Frank Gehry) (documentaire)
- 2018 : Amazing Grace (documentaire) (coréalisé par Alan Elliott)

#### Télévision
- 1961 : Cain's Hundred (série télévisée) - 1 épisode
- 1962 : Cible : les corrupteurs (Target: The Corruptors) (série télévisée) - 1 épisode
- 1962 : The Tall Man (série télévisée) - 2 épisodes
- 1962 : Suspicion (The Alfred Hitchcock Hour) (série télévisée) - 2 épisodes
- 1962–1963 : Ben Casey (série télévisée) - 10 épisodes
- 1963 : Les Accusés (The Defenders) (série télévisée) - 1 épisode
- 1963 : Breaking Point (en) (série télévisée) - 1 épisode
- 1963–1965 : Bob Hope Presents the Chrysler Theatre (série télévisée) - 5 épisodes
- 1964–1965 : Haute Tension (Kraft Suspense Theatre) (série télévisée) - 2 épisodes
- 1964 : Le Fugitif (The Fugitive) (série télévisée) - 1 épisode
- 1964 : Slattery's People (série télévisée - 1 épisode

### Acteur
- 1959 : Playhouse 90 (série télévisée) - 2 épisodes : Andres
- 1959-1964 : Brenner (série télévisée) - 3 épisodes : Al Dunn
- 1959 : The United States Steel Hour (en) (série télévisée) - 1 épisode : Benson
- 1960 : Alfred Hitchcock présente (Alfred Hitchcock Presents) (série télévisée) - 1 épisode : Bernie Samuelson
- 1960 : La Quatrième Dimension (The Twilight Zone) (série télévisée) - 1 épisode : Arthur Willis
- 1961 : Have Gun - Will Travel - 2 épisodes : Joe Gulp
- 1961 : The Deputy (série télévisée) - 1 épisode : Chuck Johnson
- 1961 : The Asphalt Jungle (série télévisée) - 1 épisode : Louie
- 1961–1962 : Le Gant de velours (The New Breed) (série télévisée) - 2 épisodes : Austin Rogers / Bert Masters
- 1962 : Ben Casey (série télévisée) - 1 épisode
- 1962 : La guerre est aussi une chasse (War Hunt) de Denis Sanders : le sergent Owen Van Horn
- 1979 : Le Cavalier électrique (The Electric Horseman) de lui-même : un homme qui passe près d’Alice (caméo non crédité)
- 1982 : Tootsie de lui-même : George Fields (non crédité)
- 1992 : The Player) de Robert Altman : Dick Mellon
- 1992 : La mort vous va si bien (Death Becomes Her) de Robert Zemeckis : le docteur aux urgences (non crédité)
- 1992 : Maris et Femmes (Husbands and Wives) de Woody Allen : Jack
- 1994 : Frasier (série télévisée) - 1 épisode : Holden Thorpe (voix)
- 1998 : Dingue de toi (Mad About You) (série télévisée) - 1 épisode : Dr. Sydney Warren
- 1999 : Préjudice (A Civil Action) de Steven Zaillian : Al Eustis
- 1999 : Eyes Wide Shut de Stanley Kubrick : Victor Ziegler
- 1999 : L'Ombre d'un soupçon (Random Hearts) de lui-même : Carl Broman
- 2000 : Voilà ! (Just Shoot Me!) (série télévisée) - 1 épisode : lui-même
- 2000 : Les Rois du Texas (série télévisée) - 1 épisode : Grant Trimble (voix)
- 2000 : Fling (série télévisée) - 1 épisode : le mari d’Elizabeth
- 2000–2006 : Will et Grace (série télévisée) - 5 épisodes : George Truman
- 2001 : The Majestic de Frank Darabont : un employé du studio (voix)
- 2002 : Dérapages incontrôlés (Changing Lanes) de Roger Michell : Stephen Delano
- 2005 : L'Interprète (The Interpreter) de lui-même : Jay Pettigrew (non crédité)
- 2006 : Fauteuils d'orchestre de Danièle Thompson : Brian Sobinski
- 2007 : Les Soprano (The Sopranos) - saison 6, épisode 14 : Warren Feldman
- 2007 : Michael Clayton de Tony Gilroy : Marty Bach
- 2007 : Entourage (série télévisée) - 1 épisode : lui-même
- 2008 : Le témoin amoureux (Made of Honour) de Paul Weiland : Thomas Bailey Sr.

### Producteur / producteur délégué
- 1974 : Yakusa (The Yakuza) de lui-même
- 1975 : Les Trois Jours du Condor (Three Days of the Condor) de lui-même (non crédité)
- 1977 : Bobby Deerfield de lui-même
- 1980 : Show Bus (Honeysuckle Rose) de Jerry Schatzberg (producteur délégué)
- 1981 : Absence de malice (Absence of Malice) de lui-même
- 1982 : Tootsie de lui-même
- 1984 : Songwriter d'Alan Rudolph
- 1985 : Out of Africa : Souvenirs d'Afrique (Out of Africa) de lui-même
- 1988 : Les Feux de la nuit (Bright Lights, Big City) de James Bridges
- 1989 : Susie et les Baker Boys (The Fabulous Baker Boys) de Steven Kloves (producteur délégué)
- 1990 : Présumé innocent (Presumed Innocent) d'Alan J. Pakula
- 1990 : La Fièvre d'aimer (White Palace) de Luis Mandoki (producteur délégué)
- 1990 : Havana de lui-même (producteur délégué)
- 1991 : King Ralph de David S. Ward
- 1991 : Dead Again de Kenneth Branagh (producteur délégué)
- 1992 : En quête de liberté (Leaving Normal) d'Edward Zwick (producteur délégué)
- 1992 : Le Choix d'une mère (A Private Matter) (TV) de Joan Micklin Silver (producteur délégué)
- 1993-1995 : Fallen Angels (série télévisée) - 10 épisodes (producteur délégué)
- 1993 : La Firme (The Firm) de lui-même
- 1993 : À la recherche de Bobby Fischer (Searching for Bobby Fischer) de Steven Zaillian (producteur délégué)
- 1993 : Flesh and Bone de Steven Kloves (producteur délégué)
- 1995 : Raison et sentiments (Sense and Sensibility) d'Ang Lee (producteur délégué)
- 1995 : Sabrina de lui-même
- 1998 : Pile et Face (Sliding Doors) de Peter Howitt
- 1998 : Embrouille à Poodle Springs (Poodle Springs) (TV) de Bob Rafelson (producteur délégué)
- 1998 : Bronx County (TV) de Thomas Carter (producteur délégué)
- 1999 : L'Ombre d'un soupçon (Random Hearts) de lui-même
- 1999 : Le Talentueux Mr. Ripley (The Talented Mr. Ripley) d'Anthony Minghella
- 2000 : Il suffit d'une nuit (Up at the Villa) de Philip Haas (producteur délégué)
- 2000 : Coup de peigne (Blow Dry) de Paddy Breathnach (producteur délégué)
- 2001 : Nadia (Birthday Girl) de Jez Butterworth (producteur délégué)
- 2001 : Iris de Richard Eyre (producteur délégué)
- 2002 : Heaven de Tom Tykwer (producteur délégué)
- 2002 : Un Américain bien tranquille (The Quiet American) de Phillip Noyce (producteur délégué)
- 2003 : In the Name of Love (Russian Wives) (documentaire) de Shannon O'Rourke (producteur délégué)
- 2003 : Retour à Cold Mountain (Cold Mountain) d'Anthony Minghella
- 2005 : Forty Shades of Blue d'Ira Sachs (producteur délégué)
- 2005 : L'Interprète (The Interpreter) de lui-même (producteur délégué)
- 2005 : Esquisses de Frank Gehry (Sketches of Frank Gehry) de lui-même (producteur délégué)
- 2006 : Au nom de la liberté (Catch a Fire) de Phillip Noyce (producteur délégué)
- 2006 : Par effraction (Breaking and Entering) d'Anthony Minghella
- 2007 : Michael Clayton de Tony Gilroy
- 2008-2009 : L'Agence no 1 des dames détectives (The No. 1 Ladies' Detective Agency) (série TV), deux épisodes (producteur délégué)
- 2008 : Jeux de dupes (Leatherheads) de George Clooney (producteur délégué)
- 2008 : Recount (TV) de Jay Roach (producteur délégué)
- 2008 : Margaret de Kenneth Lonergan
- 2008 : The Reader de Stephen Daldry

### Autres participations
- 1959 : The Turn of the Screw, (TV, dialoguiste)
- 1963 : Le Guépard (Il Gattopardo) de Luchino Visconti (superviseur du doublage américain)
- 1986 : 9 semaines 1/2 (Nine 1/2 Weeks) d'Adrian Lyne (consultant)
- 2005 : Esquisses de Frank Gehry (Sketches of Frank Gehry) de lui-même (directeur de la photographie)